# Best of Benassi Bros.
Best of Benassi Bros. – kompilacyjny album greatest hits zawierający najbardziej znane utwory włoskiego duetu Benassi Bros. Wydano dwie wersje albumu:
- 2005: wydanie francuskie (15 utworów)
- 2006: wydanie niemieckie (14 utworów)

## Lista utworów

### 2005
| Lp. | Wykonawca     | Wykonawca     | Tytuł                | Wersja                | Długość |
| --- | ------------- | ------------- | -------------------- | --------------------- | ------- |
| 1.  | Benassi Bros. | Feat. Dhany   | Rocket In The Sky    | Original Extended Mix | 5:43    |
| 2.  | Benassi Bros. | Feat. Sandy   | Illusion             | Sfaction Mix          | 5:08    |
| 3.  | Benassi Bros. | Feat. Dhany   | Every Single Day     | Original Version      | 4:45    |
| 4.  | Benassi Bros. | Feat. Sandy   | Castaway             | Original Version      | 6:06    |
| 5.  | Benassi Bros. | Feat. Dhany   | Make Me Feel         | Original Version      | 5:30    |
| 6.  | Benassi Bros. | Feat. Sandy   | I Feel So Fine       | Sfaction Mix          | 5:26    |
| 7.  | Benassi Bros. | Feat. Dhany   | Run To Me            | Sfaction Version      | 5:09    |
| 8.  | Benassi Bros. | Feat. Sandy   | Get Better           | Sflow Version         | 4:05    |
| 9.  | Benassi Bros. | Feat. Dhany   | Hit My Heart         | Sfaction Mix          | 5:08    |
| 10. | Benassi Bros. | Feat. Sandy   | Turn Me Up           | Sfaction Mix          | 5:48    |
| 11. | Benassi Bros. | Feat. Dhany   | Somebody To Touch Me | Sflow Version         | 5:49    |
| 12. | Benassi Bros. | Feat. Sandy   | Light                | Original Version      | 7:30    |
| 13. | Benassi Bros. | Benassi Bros. | Megamix              |                       | 3:31    |
| 14. | Benassi Bros. | Benassi Bros. | Summer Megamix 2005  |                       | 4:11    |
| 15. | Benassi Bros. | Feat. Dhany   | Make Me Feel         | Dave Leatherman Remix | 4:11    |

### 2006
| Lp. | Wykonawca     | Wykonawca          | Tytuł                | Wersja                | Długość |
| --- | ------------- | ------------------ | -------------------- | --------------------- | ------- |
| 1.  | Benassi Bros. | Feat. Sandy        | Illusion             | Sfaction Mix          | 5:09    |
| 2.  | Benassi Bros. | Feat. Paul French  | Memory of Love       | Original Version      | 5:29    |
| 3.  | Benassi Bros. | Feat. Dhany        | Make Me Feel         | Original Version      | 5:31    |
| 4.  | Benassi Bros. | Feat. Paul French  | Don't Touch Too Much | Original Version      | 5:32    |
| 5.  | Benassi Bros. | Feat. Naan         | Feel Alive           | Original Extended     | 5:37    |
| 6.  | Benassi Bros. | Feat. Sandy        | I Feel So Fine       | Sfaction Mix          | 5:24    |
| 7.  | Benassi Bros. | Feat. Dhany        | Rocket in the Sky    | Radio Edit            | 4:00    |
| 8.  | Benassi Bros. | Feat. Dhany        | Every Single Day     | Original Version      | 4:46    |
| 9.  | Benassi Bros. | Feat. Azibiza      | Turn Me Up           | Sfaction Mix          | 5:49    |
| 10. | Benassi Bros. | Feat. Dhany        | Hit My Heart         | Radio Edit            | 3:16    |
| 11. | Benassi Bros. | Feat. Sandy        | Castaway             | Original Version      | 6:06    |
| 12. | Benassi Bros. | Feat. Sandy        | Get Better           | Sfaction Reloaded Mix | 5:34    |
| 13. | Benassi Bros. | Feat. Violeta      | I Love My Sex        | Sfacrum Version       | 3:13    |
| 14. | Benassi Bros. | Feat. Alle Benassi | Ride to Be My Girl   | Original Version      | 4:38    |